# Rocquigny, Pas-de-Calais
Rocquigny là một xã trong tỉnh Pas-de-Calais, vùng Hauts-de-France, Pháp.

## Địa lý
Rocquigny có cự ly khoảng 20 dặm (32 km) về phía nam Arras, tại giao lộ của các tuyến đường D19 và D20.

## Dân số
| 1962                                                              | 1968 | 1975 | 1982 | 1990 | 1999 | 2006 |
| ----------------------------------------------------------------- | ---- | ---- | ---- | ---- | ---- | ---- |
| 331                                                               | 356  | 296  | 271  | 274  | 281  | 295  |
| Số liệu điều tra dân số tính từ năm 1962, dân số chỉ tính một lần |      |      |      |      |      |      |

## Địa điểm nổi bật
- Nhà thờ Notre-Dame được xây lại sau đệ nhất thế chiến.